# پوشتباور-هنگ
پوشتباور-هنگ (به آلمانی: Postbauer-Heng) یک شهر در آلمان است که در نویمارکت واقع شده‌است. پوشتباور-هنگ ۷٬۳۶۸ نفر جمعیت دارد.

## خواهرخوانده
شهر گاردونی خواهرخواندهٔ پوشتباور-هنگ هست.